# Arbutoideae
Arbutoideae é uma subfamília de plantas com flor da família das Ericaceae, nativa principalmente de regiões com clima mediterrânico do hemisfério norte (América do Norte, Europa, África do Norte, Oriente Médio ), compreendendo na sua presente circunscrição taxonómica seis géneros.

## Descrição
A análise filogenética apoiou todos os géneros da subfamília como monofiléticos, exceto Arbutus. Além disso, foi sugerido que a relação não-irmã entre as espécies do Mediterrâneo e da América do Norte pode ser explicada por uma distribuição que outrora se repartia por todo o hemisfério norte antes do Neógeno.
Os géneros Arbutus, Arctostaphylos e Comarostaphylis apresentam nas raízes um tipo particular de micorrizas resultante da simbiose com tipos específicos de fungos, designadas por micorrizas arbutoides, que se assemelha a ectomicorrizas.
Na sua presente circunscrição taxonómica, a subfamília Arbutoideae inclui os siguentes géneros:
- Arbutus -
- Arctostaphylos -
- Arctous
- Comarostaphylis -
- Ornithostaphylos -
- Xylococcus

## Taxonomia
Géneros, subgéneros, secções e espécies
| Imagem | Género                 | Espécie extante |
| ------ | ---------------------- | --- |
|        | Arbutus L.             | - Arbutus andrachne - Arbutus canariensis - Arbutus pavarii - Arbutus unedo – medronheiro - Arbutus arizonica - Arbutus bicolor - Arbutus madrensis - Arbutus menziesii - Arbutus mollis - Arbutus occidentalis - Arbutus tessellata - Arbutus xalapensis |
|        | Arctostaphylos Adans.  | - Subgénero Micrococcus - Sect. Micrococcus - Arctostaphylos mendocinoensis - Arctostaphylos myrtifolia - Arctostaphylos nissenana - Arctostaphylos nummularia - Subgénero Arctostaphylos, com 3 secções: - Sect. Arctostaphylos - Arctostaphylos alpina - Arctostaphylos bakeri - Arctostaphylos densiflora - Arctostaphylos edmundsii - Arctostaphylos franciscana - Arctostaphylos gabrielensis - Arctostaphylos glauca - Arctostaphylos hispidula - Arctostaphylos hookeri - Arctostaphylos insularis - Arctostaphylos klamathensis - Arctostaphylos manzanita - Arctostaphylos mewukka - Arctostaphylos nevadensis - Arctostaphylos parryana - Arctostaphylos patula - Arctostaphylos pumila - Arctostaphylos pungens - Arctostaphylos rudis - Arctostaphylos stanfordiana - Arctostaphylos uva-ursi - Arctostaphylos viscida - Sect. Foliobracteata - Arctostaphylos andersonii - Arctostaphylos auriculata - Arctostaphylos canescens - Arctostaphylos catalinae - Arctostaphylos columbiana - Arctostaphylos confertiflora - Arctostaphylos cruzensis - Arctostaphylos glandulosa - Arctostaphylos glutinosa - Arctostaphylos hooveri - Arctostaphylos imbricata - Arctostaphylos luciana - Arctostaphylos malloryi - Arctostaphylos montaraensis - Arctostaphylos montereyensis - Arctostaphylos morroensis - Arctostaphylos nortensis - Arctostaphylos obispoensis - Arctostaphylos osoensis - Arctostaphylos otayensis - Arctostaphylos pajaroensis - Arctostaphylos pallida - Arctostaphylos pechoensis - Arctostaphylos pilosula - Arctostaphylos purissima - Arctostaphylos refugioensis - Arctostaphylos regismontana - Arctostaphylos silvicola - Arctostaphylos tomentosa - Arctostaphylos virgata - Arctostaphylos viridissima - Arctostaphylos wellsii - Sect. Pictobracteata - Arctostaphylos pringlei - Sem grupo taxonómico atribuído - Arctostaphylos rainbowensis - Arctostaphylos gabilanensis - Arctostaphylos ohloneana |
|        | Arctous (A.Gray) Nied. | - Arctous alpina (L.) Nied. - Arctous microphyllus C.Y.Wu - Arctous ruber (Rehder & E.H.Wilson) Nakai |
|        | Comarostaphylis Zucc.  | - Comarostaphylis arbutoides - Comarostaphylis discolor - Comarostaphylis diversifolia - Comarostaphylis glaucescens - Comarostaphylis lanata - Comarostaphylis longifolia - Comarostaphylis mucronata - Comarostaphylis polifolia - Comarostaphylis sharpii - Comarostaphylis spinulosa |
|        | Ornithostaphylos Small | - Ornithostaphylos oppositifolia |
|        | Xylococcus Nutt.       | - Xylococcus bicolor, conhecida por mission-manzanita |